# Colm O’Gorman

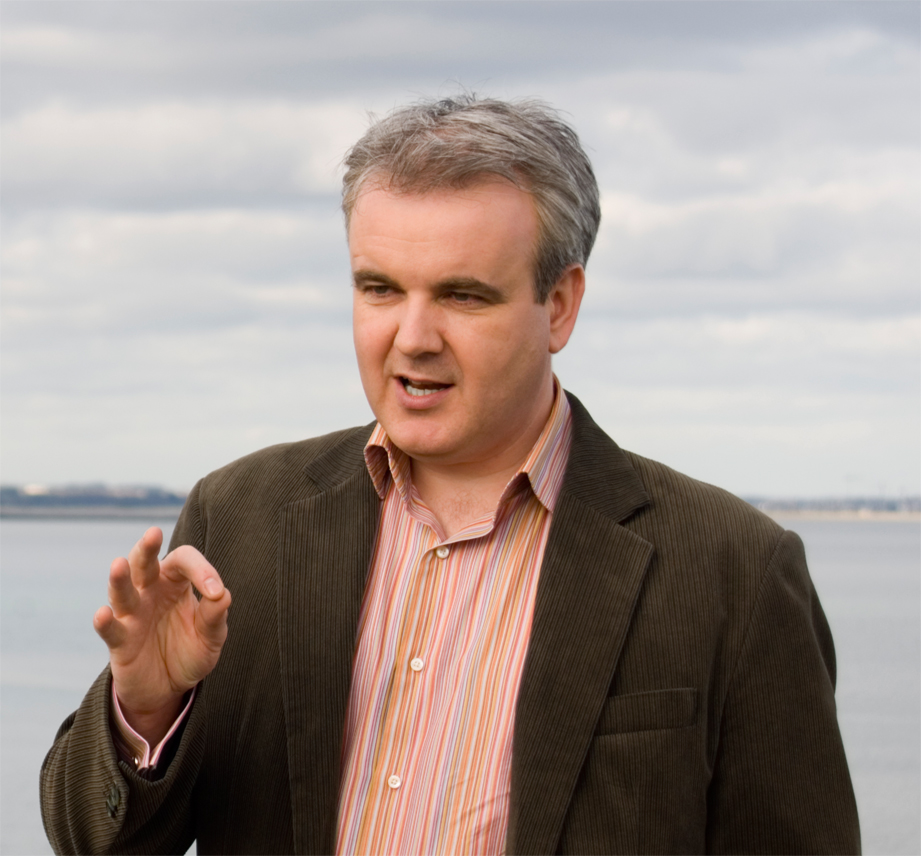
Colm O’Gorman (2007)

Colm O’Gorman (* 1966 im County Wexford, Irland) wurde als Aktivist bekannt, der über sexuellen Missbrauch in der römisch-katholischen Kirche in Irland aufklärte. Selbst von Missbrauch betroffen, klagte er gegen das Bistum Ferns, gründete eine Hilfsorganisation für Opfer und drehte Dokumentarfilme über sexuellen Missbrauch. Im Jahr 2007 gehörte er als Politiker der Progressive Democrats kurzzeitig dem irischen Senat an. Von 2008 bis 2022 war er Geschäftsführer von Amnesty International in Irland.

## Leben
O’Gorman wurde 1966 im County Wexford geboren, wo er seine Kindheit verbrachte. Sein Vater war der Landwirt Seán O’Gorman. Er zog mit seiner Familie vom Lande in die Stadt Wexford. O’Gormans Vater war Mitglied der irischen Partei Fianna Fáil und trat bei den Wahlen 1969 und 1973 an.
In den Jahren 1981 bis 1983, als O’Gorman 15 bis 17 Jahre alt war, wurde er von dem römisch-katholischen Priester Seán Fortune sexuell missbraucht. Nach seiner Schulzeit begann er sich politisch zu betätigen. Er wurde Mitglied in der Partei Progressive Democrats und engagierte sich in der Organisation Amnesty International in Irland.
Ende der 1990er Jahre begann O’Gorman, seinen sexuellen Missbrauch durch Seán Fortune bekannt zu machen, und erstattete bei der irischen Polizei Strafanzeige gegen den Priester. In den folgenden Jahren wurden weitere Fälle des sexuellen Missbrauchs durch Seán Fortune bekannt.
1998 verklagte O’Gorman den Bischof des Bistums Ferns sowie den Apostolischen Nuntius in Dublin. Im April 2003 einigte er sich mit Bischof Eamonn Walsh, dem Apostolischen Administrator des Bistums Ferns, auf eine Entschädigungszahlung von 300.000 Euro.
1999 gründete O’Gorman in London die Organisation One in Four, die sich um Opfer von Missbrauchsfällen kümmert. Im Juli 2002 wurde eine irische Schwesterorganisation in Dublin gegründet.
Im März 2002 sendete die BBC O’Gormans Dokumentarfilm Suing the Pope, der über Seán Fortune und den Umgang des Bistums Ferns mit den Missbrauchsfällen informierte. Als Politiker sorgte er für die Einrichtung einer Untersuchungskommission, die ab März 2003 Fälle des sexuellen Missbrauchs im Bistum Ferns im Auftrag der irischen Regierung aufarbeitete und im Oktober 2005 den Ferns Report veröffentlichte. Im Jahr 2006 drehte O’Gorman für die BBC den Dokumentarfilm Sex Crimes and the Vatican.
O’Gorman gab im April 2006 bekannt, im County Wexford bei den Wahlen 2007 anzutreten. Am 3. Mai 2007 wurde er nach dem Tod der Senatorin Kate Walsh in den irischen Senat berufen. Bei den Wahlen am 24. Mai 2007 unterlag er als Kandidat der Progressive Democrats und wurde auch nicht in den neuen Senat berufen.
Von 2008 bis 2022 war O’Gorman Geschäftsführer von Amnesty International Irland.

## Auszeichnungen (Auswahl)
- TV3: Daily Star „Best of Irish“ Preis, 2002
- Person des Jahres, 2003 von der Zeitung Sunday Independent/Irish Nationwide
- James Larkin Justice Award von der irischen sozialdemokratischen Partei Irish Labour Party